# Гродзинский, Андрей Михайлович
Андрей Михайлович Гродзинский (3 декабря 1926, Белая Церковь, Киевская область, УССР, СССР — 17 декабря 1988, Киев, УССР, СССР) — советский и украинский ботаник и физиолог растений.

## Биография
Родился в семье Михаила Гродзинского — декана агрохимического факультета Белоцерковского сельскохозяйственного института. Брат — биофизик и физиолог растений Д. М. Гродзинский.
В 1949 году поступил в Белоцерковский сельскохозяйственный институт, который окончил в 1954 году. В 1957 году поступил на работу в Институт ботаники и проработал там вплоть до 1965 года. С 1965 по 1974 год заведовал отделом и возглавлял Центральный республиканский ботанический сад, с 1974 по 1988 год занимал должность академика-секретаря Отделения общей биологии АН УССР.
Скоропостижно скончался 17 декабря 1988 года в Киеве, похоронен на Байковом кладбище.

## Научные работы
Основные научные работы посвящены исследованию биогеоценозов.
- Занимался теоретическими и практическими вопросами интродукции растений в период НТР.
- Обосновал новое направление фитодизайна.
- Разработал классификацию и диагностику почвоутомления и способы его преодоления.

## Членство в обществах
- 1979—88 — Академик АН УССР и Член Южно-Американского научно-исследовательского общества.

## Награды и премии
- 1977 — Медаль Я. Пуркине Чехословацкого медицинского общества.